# Acht grote familienamen van de Chinese oudheid
De acht grote familienamen van de Chinese oudheid waren de belangrijkste en meest voorkomende Chinese familienamen in de Chinese oudheid. Tijdens de Chinese oudheid was de Chinese samenleving gericht op vrouwen en waren zij belangrijker dan mannen. Familienamen gingen over van vrouwen naar hun kinderen en niet zoals wij nu kennen, van mannen naar hun kinderen. Door dit verschijnsel hebben deze acht familienamen een onderdeel van hun hanzi dat het karakter vrouw (女) voorstelt.
Tegenwoordig hebben maar weinig mensen een van deze familienamen als familienaam. Een uitzondering vormen de familienamen Yao en Jiang. Hiervan zijn er wel wat bekende Chinezen van de moderne tijd met deze namen te vinden tegenwoordig. Een voorbeeld is Yao Ming (姚明).

## De acht familienamen
姞 wordt soms ook als een van de acht grote familienamen van de Chinese oudheid gezien.
姞 vervangt dan de familienaam 妊.
| familienaam in traditioneel Chinees | pinyin | jyutping |
| ----------------------------------- | ------ | -------- |
| 姜 Jiang                            | jiāng  | goeng1   |
| 姬 Ji                               | jī     | gei1     |
| 姚 Yao                              | yáo    | jiu4     |
| 嬴 Ying                             | yíng   | jing4    |
| 姒 Si                               | sì     | ci5      |
| 妘 Yun                              | yún    | wan4     |
| 妊 Ren                              | rèn    | jam4     |
| 媯 Gui                              | guī    | gwai1    |
| 姞 Ji (soms, in plaats van 妊)      | jí     | gat1     |